# Cruciada de la Varna
Cruciada de la Varna a fost o campanie militară nereușită organizată de mai mulți lideri europeni pentru a opri expansiunea Imperiului Otoman în Europa Centrală, în special în Balcani, între 1443 și 1444. A fost convocată de Papa Eugen al IV-lea la 1 ianuarie 1443 și a fost condusă de regele Vladislav al III-lea al Poloniei, Ioan (Iancu) de Hunedoara, voievod al Transilvaniei, și ducele Filip cel Bun.
Cruciada de la Varna a culminat cu o victorie otomană decisivă asupra alianței cruciate în Bătălia de la Varna din 10 noiembrie 1444, în timpul căreia Vladislav și legatul papal al expediției, Iulian Cezarini, au fost uciși.
În 1428, în timp ce Imperiul Otoman se afla în război cu Republica Venețiană și Regatul Ungariei, a obținut o pace temporară prin crearea Despotatului Serbiei ca stat tampon. După ce războiul s-a încheiat în 1430, otomanii au revenit la obiectivul lor anterior de a controla toate teritoriile de la sud de Dunăre. În 1432, sultanul Murad al II-lea a început să facă raiduri în Transilvania. După moartea regelui Sigismund în 1437, atacurile s-au intensificat, otomanii ocupând Borač în 1438, iar Zvornik și Srebrenița în 1439. La sfârșitul anului 1439, Semendria a capitulat, iar Murad a reușit să facă din Serbia o provincie otomană. Gheorghe Brancovici, Despotul Serbiei, a fugit pe moșiile sale din Ungaria. În 1440, Murad a asediat principala fortăreață de frontieră a Ungariei, Belgrad. După ce nu a reușit să cucerească fortăreața, a fost nevoit să se întoarcă în Anatolia pentru a opri atacurile karamanizilor.
Între timp, succesorul lui Sigismund, Albert, murise în octombrie 1439, la scurt timp după ce semnase o lege pentru „restaurarea vechilor legi și obiceiuri ale regatului”. Legea a restrâns autoritatea regală prin solicitarea participării nobilimii funciare la deciziile politice. La patru luni de la moartea lui Albert, singurul său fiu, Ladislau Postumul, s-a născut, în timp ce Ungaria se afla în plin război civil pentru alegerea următorului monarh. La 17 iulie 1440, Vladislav, rege al Poloniei, a fost încoronat în ciuda disputelor continue. Ioan (Iancu) de Hunedoara a ajutat cauza lui Vladislav prin pacificarea comitatelor estice, obținând astfel poziția de Nádor al Transilvaniei și responsabilitatea corespunzătoare de a proteja granița sudică a Ungariei. Până la sfârșitul anului 1442, Vladislav și-a asigurat statutul în Ungaria și a respins o propunere otomană de pace în schimbul Belgradului.
Biserica Catolică pleda de mult timp pentru o cruciadă împotriva otomanilor, iar odată cu sfârșitul atât al războiului civil din Ungaria, cât și al celui aproape simultan din Bizanț, a putut începe negocierile și planificarea în mod realist. Impulsul necesar pentru a transforma planurile în acțiune a fost dat de Ioan (Iancu) de Hunedoara între 1441-1442. În 1441, el a învins un raid condus de Ishak Pașa de Semendria. Aproape că a anihilat armata lui Mezid Bey în Transilvania la 22 martie 1442, iar în septembrie a învins atacul de răzbunare al lui Șihabeddin Pașa, guvernatorul general al Rumeliei. Brancovici, care spera să elibereze Serbia, și-a acordat sprijinul și după ce Novo Brdo, ultimul oraș sârb important, a căzut în mâinile otomanilor în 1441.

### Luptele timpurii
La 1 ianuarie 1443, Papa Eugen al IV-lea a publicat o bulă de cruciadă. La începutul lunii mai, s-a raportat „că turcii se aflau într-o stare proastă și că ar fi fost ușor să îi alungăm din Europa”. Războiul a fost proclamat împotriva sultanului Murad al II-lea la dieta de la Buda din Duminica Floriilor 1443, iar cu o armată de 40.000 de oameni, majoritatea maghiari, tânărul monarh, cu Ioan de Hunedoara comandând sub el, a trecut Dunărea și a cucerit Niš și Sofia.
Cruciații, conduși de Vladislav, Ioan (Iancu) de Hunedoara și Brancovici, au atacat la mijlocul lunii octombrie. Ei se așteptau în mod corect ca Murad să nu-și poată mobiliza rapid armata, care era formată în principal din cavaleriști deținători de fiefuri (timarioți) care trebuiau să strângă recolta pentru a plăti impozitele. Experiența lui Ioan (Iancu) de Hunedoara în campaniile de iarnă din 1441-1442 a contribuit la avantajul maghiarilor. De asemenea, aceștia dispuneau de armuri mai bune, făcând adesea inutile armele otomane. Murad nu s-a putut baza pe loialitatea trupelor sale din Rumelia și a avut dificultăți contracarând tacticile ungure.

### Bătălia de la Niš
În bătălia de la Niš, cruciații au ieșit victorioși și i-au forțat pe Kasim Pașa de Rumelia și pe co-comandantul său Turahan Bey să fugă la Sofia, în Bulgaria, pentru a-l avertiza pe Murad de invazie. Cu toate acestea, cei doi au ars toate satele din calea lor în încercarea de a-i epuiza pe cruciați cu o tactică de pământ pârjolit. Când au ajuns la Sofia, l-au sfătuit pe sultan să dea foc orașului și să se retragă în trecătorile montane de dincolo, unde armata mai mică a otomanilor nu ar fi fost atât de dezavantajată.

### Bătălia de la Zlatița
La scurt timp după aceea, s-a instalat un frig năprasnic, iar următoarea confruntare, care a avut loc în trecătoarea Zlatița la 12 decembrie 1443, s-a desfășurat în zăpadă. Până la Bătălia de la Zlatița, cruciații nu au întâlnit o armată otomană majoră, ci doar garnizoane de oraș de-a lungul traseului lor spre Adrianopol. În cele din urmă, la Zlatița au întâlnit forțe de apărare puternice și bine poziționate ale armatei otomane. Cruciații au fost înfrânți.
Totuși, în timp ce mărșăluiau spre casă, au întins o ambuscadă și au învins o forță de urmărire în Bătălia de la Kunovica, unde Mahmud Bey, ginerele sultanului și fratele Marelui Vizir Çandarlı Halil Pașa, a fost luat prizonier. La patru zile după această bătălie, coaliția creștină a ajuns la Prokuplje. Brancovici le-a propus lui Vladislav și Ioan (Iancu) de Hunedoara să rămână în orașele fortificate sârbești în timpul iernii și să continue campania împotriva otomanilor în primăvara anului 1444. Aceștia i-au respins propunerea și s-au retras. La sfârșitul lunii ianuarie 1444, forțele lui Vladislav și Ioan (Iancu) de Hunedoara au ajuns la Belgrad, iar în februarie au ajuns la Buda, unde au fost întâmpinați ca niște eroi.
În timp ce bătălia de la Pasul Zlatița fusese o înfrângere, ambuscada le-a redat cruciaților impresia unei victorii creștine generale, iar aceștia s-au întors triumfători. Regele și Biserica erau amândoi nerăbdători să mențină această impresie, și au dat instrucțiuni să răspândească vestea victoriilor, dar să contrazică pe oricine menționa pierderea.
Murad, între timp, s-a întors furios și abătut de lipsa de încredere a forțelor sale, și l-a întemnițat pe Turahan după ce l-a învinuit pentru eșecurile armatei și pentru capturarea lui Mahmud Bey.

### Propuneri de pace
Se crede că Murad a avut cea mai mare dorință de pace. Printre altele, sora vizirului său l-a implorat să obțină eliberarea soțului său, Mahmud, iar soția sa, Mara, fiica lui Gheorghe Brancovici, a adăugat o presiune suplimentară. La 6 martie 1444, Mara a trimis un emisar la Brancovici; discuția lor a dat startul negocierilor de pace cu Imperiul Otoman.
La 24 aprilie 1444, Vladislav i-a trimis o scrisoare lui Murad, în care îi spunea că ambasadorul său, Stoica Gisdanici, se deplasa la Adrianopol cu puteri depline pentru a negocia în numele său. El a cerut ca, odată ce se ajungea la un acord, Murad să-și trimită propriii ambasadori cu tratatul și cu jurământul său față de Ungaria, moment în care Vladislav putea de asemenea să jure.
În aceeași zi, Vladislav a ținut o Dietă la Buda, unde a jurat în fața cardinalului Iulian Cezarini să conducă o nouă expediție împotriva otomanilor în vară. Cel mai puternic susținător rămas al pretenției la tron a lui Ladislau Postumul a fost, de asemenea, de acord cu un armistițiu, înlăturând astfel pericolul unui nou război civil.
Între iunie și august 1444, negocierile pentru un tratat au fost purtate, mai întâi la Adrianopol, apoi la Szeged. Totuși, cruciații nu erau în totalitate interesați de pace, mai ales că Cezarini făcea presiuni pentru continuarea cruciadei. Cardinalul a găsit în cele din urmă o soluție care să permită atât continuarea luptelor, cât și ratificarea tratatului, iar la 15 august 1444 a fost învestită cu jurământ Pacea de la Szeged.

### Etapa finală
La scurt timp după ce toate cerințele pe termen scurt ale tratatului au fost îndeplinite, maghiarii și aliații lor au reluat cruciada. Regele Vladislav a adunat o armată compusă în cea mai mare parte din trupe regulate maghiare și forțe din Polonia, Transilvania, Croația, Bosnia, unități de cavalerie grea din Europa de vest și mercenari din Europa de est. Armatele combinate numărau 16.000 de oameni, cărora li s-au alăturat 4.000 de valahi în zona Nicopolului. Murad, care se retrăsese la scurt timp după încheierea tratatului, a fost chemat înapoi pentru a conduce armata otomană. La 10 noiembrie 1444, cele două armate s-au confruntat în Bătălia de la Varna. Otomanii au obținut o victorie decisivă în ciuda pierderilor grele, în timp ce cruciații l-au pierdut pe regele Vladislav, legatul papal Iulian Cezarini și peste 15.000 de oameni.
Mulți dintre cruciați au fost schilodiți din cauza degerăturilor, mulți alții au murit în bătălii de urmărire mai mici, iar mulți europeni au fost capturați. Ungaria a căzut din nou în război civil până când Ioan (Iancu) de Hunedoara a fost ales regent pentru Ladislau cel Mic în iunie 1446. Brancovici a păstrat controlul asupra Serbiei.
Victoria otomanilor la Varna, urmată de victoria lor în cea de-a doua bătălie de la Kosovo din 1448, a descurajat statele europene să trimită un ajutor militar substanțial bizantinilor în timpul cuceririi otomane a Constantinopolului în 1453. Deși Pius al II-lea a declarat oficial, la Conciliul de la Mantua, o cruciadă de trei ani pentru recucerirea Constantinopolului de la otomani, liderii care au promis 80.000 de soldați pentru aceasta și-au renegat angajamentul. Imperiul Otoman a fost scutit, timp de câteva decenii, de orice alte încercări serioase de a-l împinge în afara Europei.

Sfârșitul Cruciadei de la Varna servește drept punct de plecare pentru jocul video de mare strategie Europa Universalis IV al studioului Paradox Development, la o zi după Bătălia de la Varna, la 11 noiembrie 1444.